# Campionati europei di salto ostacoli 1997
I Campionati europei di salto ostacoli 1997 si sono svolti a Mannheim, in Germania. 

## Podi
| Evento           | Oro             | Argento     | Bronzo         |
| Gara individuale | Ludger Beerbaum | Hugo Simon  | Willi Melliger |
| Gara a squadre   | Germania        | Paesi Bassi | Regno Unito    |

## Medagliere
| Posiz. | Nazione     | Oro | Argento | Bronzo | Totale |
| ------ | ----------- | --- | ------- | ------ | ------ |
| 1      | Germania    | 2   | 0       | 0      | 2      |
| 2      | Austria     | 0   | 1       | 0      | 1      |
| 2      | Paesi Bassi | 0   | 1       | 0      | 1      |
| 4      | Regno Unito | 0   | 0       | 1      | 1      |
| 4      | Svizzera    | 0   | 0       | 1      | 1      |
| Totale | Totale      | 2   | 2       | 2      | 6      |